# Лознати
44°55′ пн. ш. 14°26′ сх. д. / 44.92° пн. ш. 14.43° сх. д.
Лознати (хорв. Loznati) — населений пункт у Хорватії, у Приморсько-Горанській жупанії у складі міста Црес.

## Населення
Населення за даними перепису 2011 року становило 40 осіб.
Динаміка чисельності населення поселення:

## Клімат
Середня річна температура становить 13,80 °C, середня максимальна – 26,39 °C, а середня мінімальна – 1,93 °C. Середня річна кількість опадів – 1102 мм.
| Клімат поселення                              | Клімат поселення | Клімат поселення | Клімат поселення | Клімат поселення | Клімат поселення | Клімат поселення | Клімат поселення | Клімат поселення | Клімат поселення | Клімат поселення | Клімат поселення | Клімат поселення | Клімат поселення |
| Показник                                      | Січ.             | Лют.             | Бер.             | Квіт.            | Трав.            | Черв.            | Лип.             | Серп.            | Вер.             | Жовт.            | Лист.            | Груд.            |                  |
| Середній максимум, °C                         | 9,38             | 9,47             | 12,39            | 15,47            | 20,29            | 24,55            | 26,18            | 26,39            | 21,85            | 17,31            | 12,46            | 9,81             |                  |
| Середня температура, °C                       | 5,66             | 5,73             | 8,66             | 11,73            | 16,56            | 20,79            | 23,26            | 23,47            | 18,93            | 14,39            | 9,53             | 6,90             |                  |
| Середній мінімум, °C                          | 1,93             | 2,00             | 4,93             | 8,00             | 12,81            | 17,05            | 20,32            | 20,53            | 16,01            | 11,46            | 6,60             | 3,97             |                  |
| Норма опадів, мм                              | 93               | 76               | 77               | 79               | 71               | 79               | 46               | 71               | 114              | 140              | 143              | 113              |                  |
| Середньомісячна швидкість вітру, м/с          | 3.10             | 3.30             | 3.30             | 3.10             | 2.80             | 2.67             | 2.62             | 2.66             | 2.80             | 3.10             | 3.46             | 3.40             |                  |
| Середньомісячна сонячна радіація, кДж/м²·день | 4589             | 7425             | 10800            | 15422            | 19945            | 21587            | 23020            | 19862            | 14540            | 9339             | 5016             | 3884             |                  |
| --------------------------------------------- | ---------------- | ---------------- | ---------------- | ---------------- | ---------------- | ---------------- | ---------------- | ---------------- | ---------------- | ---------------- | ---------------- | ---------------- | ---------------- |
| Джерело:                                      |                  |                  |                  |                  |                  |                  |                  |                  |                  |                  |                  |                  |                  |